# 阿曼駐日本大使館
阿曼駐日本大使館（阿拉伯语：‎），是阿曼蘇丹國駐日本國的外交代表機構，成立於1979年。 現任阿曼駐日本大使是穆罕默德·賽義德·布賽迪博士閣下。阿曼駐日本大使館位於日本東京都澀谷區。